# Vail (Arizona)
Vail is een plaats (census-designated place) in de Amerikaanse staat Arizona, en valt bestuurlijk gezien onder Pima County.

## Demografie
Bij de volkstelling in 2000 werd het aantal inwoners vastgesteld op 2484.

## Geografie
Volgens het United States Census Bureau beslaat de plaats een oppervlakte van
47,2 km², geheel bestaande uit land. Vail ligt op ongeveer 986 m boven zeeniveau.

## Plaatsen in de nabije omgeving
De onderstaande figuur toont nabijgelegen plaatsen in een straal van 32 km rond Vail.